# إدي لورانس (لاعب كرة قدم)
إدي لورانس (بالإنجليزية: Eddie Lawrence)‏ هو لاعب كرة قدم ومدرب كرة قدم بريطاني، (ولد في ويلز في المملكة المتحدة 1907  م).